# Danh sách khu vực tranh chấp giữa Canada và Hoa Kỳ
Canada và Hoa Kỳ có một đường biên giới phi quân sự dài nhất trên thế giới. Tuy nhiên, có một lịch sử lâu dài về phân giới và cắm mốc biên giới giữa hai quốc gia.

## Các tranh chấp hiện nay
- Đảo Machias Seal 44°30′10″B 67°06′10″T / 44,50278°B 67,10278°T và Đảo North Rock 44°32′17″B 67°05′17″T / 44,53795°B 67,08805°T (Maine / New Brunswick), cũng được gọi là "Grey Zone"
- Eo biển Juan de Fuca 48°17′58″B 124°02′58″T / 48,29944°B 124,04944°T (Washington / British Columbia)
- Dixon Entrance 54°22′B 132°20′T / 54,367°B 132,333°T (Alaska / British Columbia)
- Yukon–Alaska dispute, Beaufort Sea 72°01′40″B 137°02′30″T / 72,02778°B 137,04167°T (Alaska / Yukon)
- Hành lang Tây Bắc (Northwest Passage), Canada coi tuyến đường này nằm trong vùng nội thủy của Canada, trong khi Hoa Kỳ coi đây là một tuyến đường quốc tế và tàu thuyền các nước có thể đi qua dễ dàng.

## Các tranh chấp trong quá khứ
- Tranh chấp biên giới giữa (Alaska / British Columbia và Yukon)
  - Quận Atlin
- Chiến tranh Aroostook (Maine / New Brunswick)
- Phân định biển Bering
- Tranh chấp biên giới Oregon giữa (Quận Columbia và New Caledonia / Địa hạt Oregon)
- Chiến tranh Con Lợn (Thuộc địa đảo Vancouver / Lãnh thổ Washington)
- Cộng hòa Indian Stream (New Hampshire / Quebec)
- Cộng hòa Madawaska (Maine / New Brunswick)